# Aesch (Zürich)
Aesch  (tot 2001 Aesch bei Birmensdorf genoemd) is een gemeente en plaats in het Zwitserse kanton Zürich, en maakt deel uit van het district Dietikon.
Aesch telt 983 inwoners.